# Tomasz Ratajczyk
Tomasz Ratajczyk (ur. 11 stycznia 1969 we Wrocławiu) – polski kierowca kartingowy i rajdowy, wielokrotny medalista Mistrzostw Polski w kategorii N3. Absolwent Akademii Wychowania Fizycznego we Wrocławiu.

## Przebieg kariery

### Kariera kierowcy kartingowego

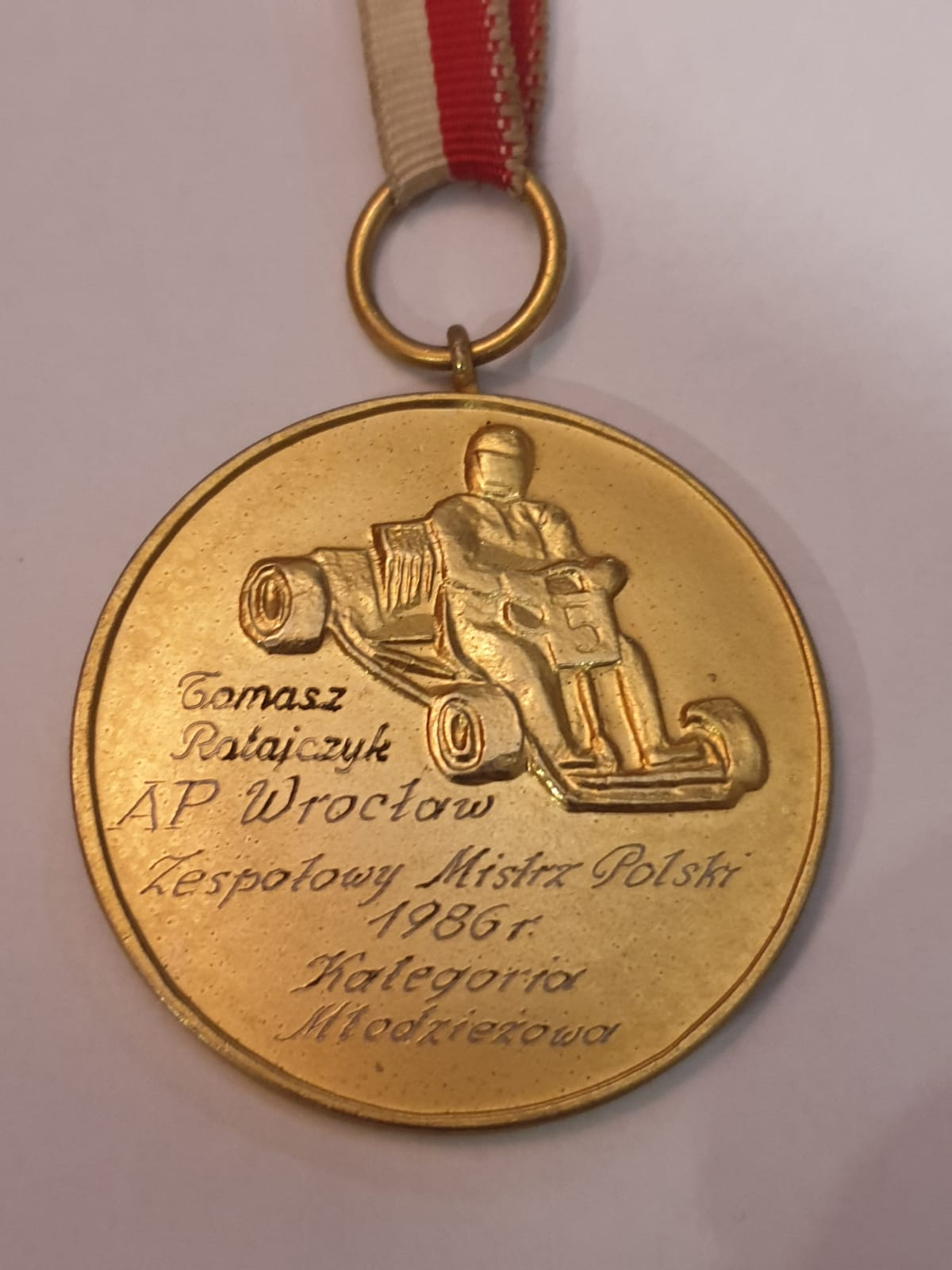
Medal za tytuł Drużynowego Mistrza Polski z roku 1986

Swoje pierwsze kroki w sportach motorowych stawiał w wieku 14 lat jako kierowca kartingowy. Podczas trwającej 9 lat przygody z tym sportem, zwyciężył w wielu wyścigach krajowych oraz zagranicznych. Największym osiągnięciem było jednak zdobycia tytułu Drużynowego Kartingowego Mistrza Polski w roku 1986.

### Kariera kierowcy rajdowego
W Rajdowych Mistrzostwach Polski zadebiutował w roku 1996 podczas Rajdu Krakowskiego za kierownicą Volkswagena Golfa GTI 16V. Jego pilotem był wtedy Mariusz Sobczak.
Swoje pierwsze zwycięstwo w klasie N3 odnotował podczas Rajdu Polski w 1997 roku, którym to też zdobył tytuł II Vice-Mistrza Polski.
W roku 1998 występował za kierownicą Seata Ibizy w wersji Cupra i po raz drugi z rzędu zakończył sezon z tytułem II vice-mistrza Polski klasy N3, wygrywając ostatnią rundę eliminacji (Rajd Karkonoski). Jego pilotem, tak jak w latach ubiegłych, był Mariusz Sobczak.
W 2000 roku, ponownie za sterami Volkswagena Golfa GTI, zakończył sezon jako vice-mistrz kraju w klasie N3. Z ośmiu rund eliminacyjnych, aż pięć razy kończył zmagania na podium z czego, aż dwa razy na najwyższym stopniu. Sukces ten powtórzył w roku kolejnym.
W roku 2002, po raz pierwszy w karierze zostaje Mistrzem Polski w klasie N3.  Podczas trwającego 8 rund sezonu, aż 5 razy staje na podium. Na najwyższym stopniu zakończył zmagania w rajdach: Elmot, Polskim i Rzeszowskim oraz dwa razy był drugi, podczas rajdu Wisły i rajdu Karkonoskiego.
Rok później (2003) udało mu się obronić tytuł Mistrza Polski. Jego pilotem, tak jak w sezonie 2002, był wtedy Damian Paliga (z wyjątkiem trzeciej rundy eliminacji w roku 2002, kiedy to na fotelu pilota zasiadła Joanna Madej).
W sezonie 2011 po ośmiu latach przerwy za sterami Renault Clio Sport po raz trzeci w karierze został II Vice-Mistrzem Polski w klasie N3. Jego pilotem był wtedy Rafał Fiołek.
Łącznie w swojej karierze wystąpił w 65 rajdach, z czego aż 34 zakończył na podium w klasie N3. Dało mu to łącznie 6 tytułów mistrzowskich – dwa razy tytuł Mistrza Polski, raz Vice Mistrza i trzykrotnie tytuł II Vice Mistrza.

## Wyróżnienia

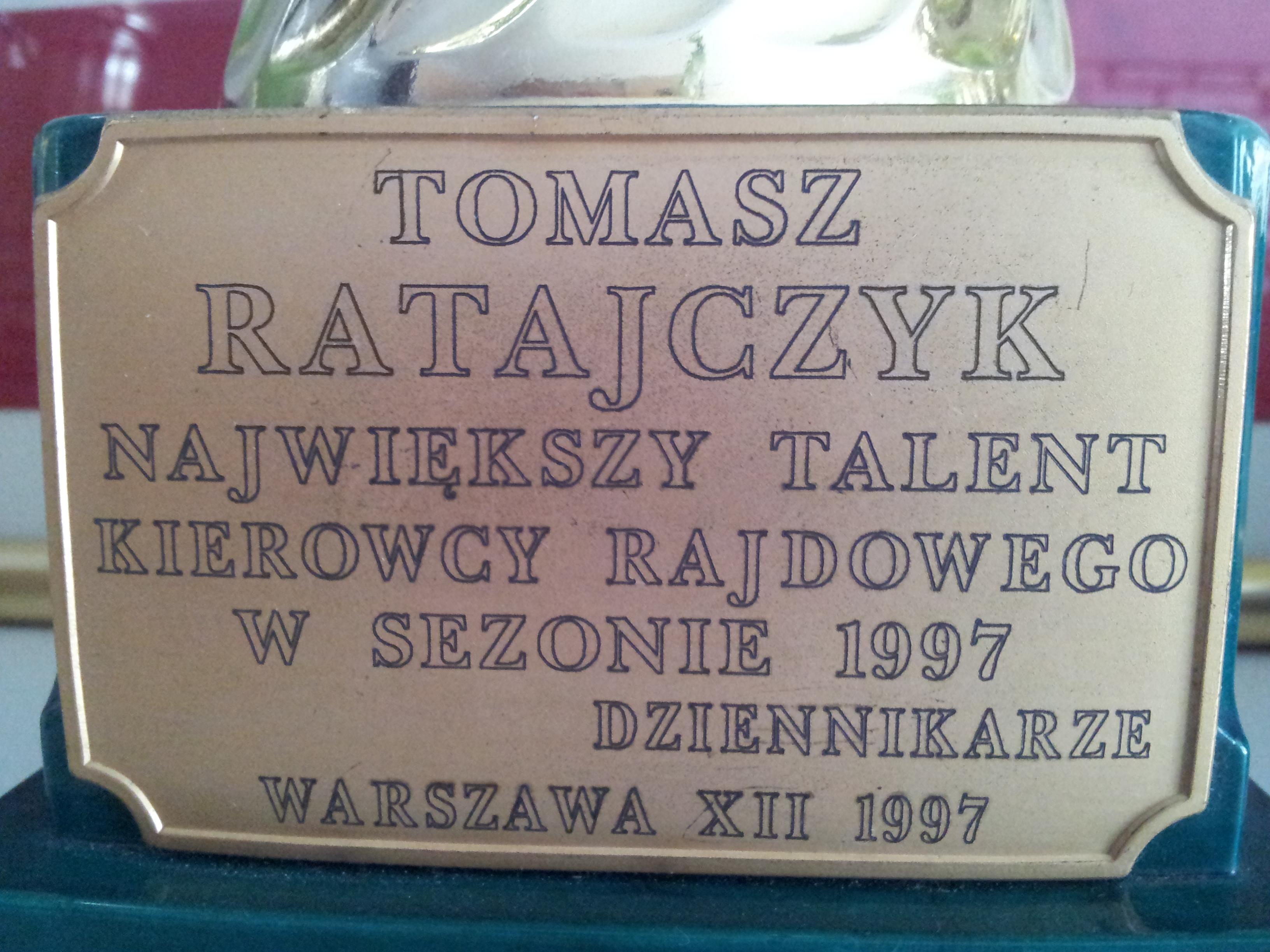
Nagroda z 1997 roku

- W sezonie 1997 otrzymał również nagrodę za największy talent kierowcy rajdowego przyznaną przez środowisko dziennikarzy.
- W roku 2003 otrzymał nagrodę Polskiego Związku Motorowego za trwały wkład w historię sportu motorowego w Polsce w latach 1983-2003.